# Dariusz Jaworski (radny Włocławka)
Dariusz Jaworski (ur. 8 marca 1963 we Włocławku, zm. 17 marca 2020 tamże) – polski samorządowiec, radny Włocławka w latach 2011–2020, działacz społeczny i członek opozycji w okresie PRL.

## Życiorys

### W czasie PRL-u
Syn Stanisława i Marianny. Wychował się w domu przy ul. Budowlanych 4/4 we włocławskiej dzielnicy Zazamcze. Był uczniem Zespołu Szkół Elektrycznych. Kształcił się na kierunku Maszyny i aparaty elektryczne oraz Elektryczna i elektroniczna automatyka przemysłowa. W latach 1985–1987 był referentem Biurze Projektów i Realizacji Inwestycji Chemicznych Prosynchem we Włocławku. Od 1987 do 1991 r. pracował jako elektronik w Kombinacie Budowlanym we Włocławku.

#### Działalność opozycyjna
Na początku 1982 r., czasie stanu wojennego wstąpił wraz ze starszym bratem Krzysztofem do działającej na terenie Włocławka opozycyjnej, podziemnej Grupy Niepodległość. Należeli do niej także Mariusz Klimaszewski, Grzegorz Wasilewicz, Zygmunt Raszka i Mariusz Leśnicki. Jako członek grupy kolportował nielegalne ulotki, zostawiając je w różnych miejscach, np. w autobusach komunikacji miejskiej. Były to ulotki pt. Apel, Prawda o kopalni Wujek i Sejm to czy nie Sejm, Biuletyn informacyjny nr 1 i 2 Włocławek oraz List intelektualistów do Lecha Wałęsy. Malował też patriotyczne hasła na murach. Wydział III Komendy Wojewódzkiej Milicji Obywatelskiej we Włocławku do Sprawy Operacyjnego Rozpracowywania prowadził wobec niego działania operacyjne w okresie od 19 stycznia do 16 sierpnia 1982 r. 4 lutego zarejestrowano go w ewidencji pod kryptonimem Apel
31 stycznia 1982 r. został zatrzymany wraz z czterema innymi osobami przez patrol milicji podczas rozkładania ulotek we włocławskiej Katedrze. W jednym z wywiadów stwierdził później, że zostali zatrzymani, bo wraz z kolegami nie zachowywali zasad konspiracji. Zatrzymanie miało miejsce na ul. Cyganka, blisko wejścia ówczesnego kina Bałtyk. Tego samego dnia przeszukano jego mieszkanie. Podczas rewizji odnaleziono notatki z tekstami do przygotowywania ulotek, gotowe ulotki oraz przybory do maszyny do pisania. Oprócz tego jedna z zatrzymanych osób doniosła na członków grupy. Wojskowa Prokuratora Garnizonowa w Bydgoszczy wszczęła śledztwo w trybie doraźnym, zlecając je przeprowadzenie Wydziałowi Śledczemu KW MO we Włocławku. Następnego dnia Wojskowa Prokuratura Garnizonowa w Bydgoszczy przedstawiła Jaworskiemu zarzut rozpowszechniania fałszywych informacji, mogących wywołać niepokój publiczny i osłabić gotowość bojową państwa. Został przesłuchany i tymczasowo aresztowany. Przez pierwszy tydzień przebywał w nieistniejącym już więzieniu przy ul. Kopernika we Włocławku (obecnym Muzeum Diecezjalnym), a następnie w Zakładzie Karnym na Mielęcinie. 8 lutego na okres dwóch lat wydano wobec niego zakaz wyjazdu za granicę do wszystkich krajów świata. Zastrzeżenie anulowano 28 marca 1984 r.
3 marca Wojskowa Prokuratura Garnizonowa w Bydgoszczy wniosła do Sądu Pomorskiego Okręgu Wojskowego w Bydgoszczy akt oskarżenia wobec Jaworskiego i 5 innych osób. 20 marca został skazany na rok pozbawienia wolności. Sąd uznał to za nadzwyczajne złagodzenie kary z uwagi na nienaganny tryb życia przed popełnieniem przestępstwa oraz zły wpływ, jaki wywarł na niego starszy brat i koledzy. Karę odbywał od 4 czerwca w Zakładzie Karnym w Potulicach. Tu Jaworski poznał członków gdańskich struktur Solidarności. 2 sierpnia 1982 r. sąd POW w Bydgoszczy zwolnił go warunkowo z dalszego odbywania kary. Nałożono na niego nakaz ukończenia szkoły średniej i poddano nadzorowi kuratorskiemu do czasu ukończenia edukacji. 10 sierpnia 1983 r. darował mu karę dodatkową w postaci pozbawienia praw publicznych na 2 lata. 26 września 1989 r. nakazał zatarcie skazania. W 1994 r. Dariusz Jaworski ubiegał się w Sądzie Pomorskiego Okręgu Wojskowego w Bydgoszczy o odszkodowanie  tytułu nienależnego skazania.
Po opuszczenia więzienia Jaworski w dalszym ciągu kontynuował działalność opozycyjną. Był kurierem Solidarności, a także kolportował wydawnictwa związku, ulotki i taśmy z piosenkami między Włocławkiem, Toruniem, Łodzią, Poznaniem, Gdańskiej i Warszawą. W jednym z wywiadów stwierdził, że wśród członków włocławskiej Solidarności było dwóch tajnych współpracowników Służb Bezpieczeństwa, co umożliwiło rozpracowanie operacyjne jej pozostałych członków. W 1983 r. wstąpił do Tajnej Drukarni Zakładowej przy Kujawskiej Fabryce Manometrów. W latach 1987–90 był jej wiceprzewodniczącym. W latach 1983–1988 współorganizował włocławskie Msze za Ojczyznę, odprawiane przez księdza Zbigniewa Szygendę. W kolejnych latach nadal był represjonowany przez aparat bezpieczeństwa PRL. Jedną z częstych form represji było tymczasowe aresztowanie. Jaworski został zatrzymany m.in. wtedy, gdy miał wyjechać na egzamin wstępny na Katolicki Uniwersytet Lubelski. W styczniu 1985 r. został przymusowo wcielony na miesiąc do jednostki wojskowej w Grudziądzu. Od 19 kwietnia 1984 r. był objęty kontrolą operacyjną Wydziału III WUSW we Włocławku pod kryptonimem Piłkarz. 21 maja tego roku sprawę przekwalifikowano pod tym samym kryptonimem na Sprawę Operacyjnego Sprawdzenia, w ramach której rozpracowywano członków grupy Niepodległość. 13 września 1985 r. sprawę zakończono.
5 stycznia 1989 r. w wyniku działań Wydziału Śledczego i Wydziału V WUSW we Włocławku został zatrzymany na dworcu PKP we Włocławku, podczas przewożenia w bagażu turystycznym 743 sztuk broszur i ulotek, które otrzymał na spotkaniu aktywistów Solidarności w Toruniu. W dniach 11–13 stycznia został przesłuchany. Podczas przesłuchania przyznał się do posiadania broszur, ale odmówił źródła ich pochodzenia. 17 stycznia Wydział Śledczy WUSW we Włocławku skierował wniosek o ukaranie do Kolegium do Spraw Wykroczeń przy Prezydenckie Miasta Włocławka. 27 stycznia Kolegium uznało go winnym wykroczenia i ukarało karą grzywny w wysokości 1,8 tys. złotych, obarczono go również kosztami postępowania. Broszury i ulotek zostały przejęte przez Skarb Państwa i zniszczone 1 marca 1989 r.
Od stycznia 1989 r. do 1991 r. był przewodniczącym Komitetu Założycielskiego Solidarności w Kombinacie Budowlanym we Włocławku. Na to stanowisko rekomendował go Lech Kaczyński. Był delegatem na II Walne Zebranie Delegatów Regionu Kujaw i Ziemi Dobrzyńskiej oraz II Krajowy Zjazd Delegatów. Zaangażował się w pracę Komitetu Obywatelskiego „Solidarność” i kampanię wyborczą na sejm kontraktowy. W późniejszym okresie oceniał pierwsze wolne wybory jako połowiczne zwycięstwo, z uwagi na upadek wielu zakładów przemysłowych. W jego opinii zmiany ustrojowe były przeprowadzone tak, by dając działaczom Solidarności poczucie zwycięstwa, umożliwić uwłaszczenie się komunistycznej nomenklatury. Stwierdził, że duża część działaczy Solidarności chciała uzyskać nowe przywileje gospodarcze i polityczne, jednocześnie nie tracąc korzyści płynących z działania państwa opiekuńczego. Zwracał także uwagę na to, że korzystając ze zwycięstwa Solidarności, do władzy szybko doszło wiele osób, które nie miały z tą Solidarnością nic wspólnego.

### W III RP
Od 1992 r. pracował jako inspektor ds. kultury i dziedzictwa narodowego w Urzędzie Miasta we Włocławku. Następnie do 2018 r. był zatrudniony jako specjalista w Zarządzie Dróg Wojewódzkich w Bydgoszczy. Od 2018 r. do śmierci pracował jako specjalista w Miejskim Zarządzie Usług i Dróg Komunalnych we Włocławku, przekształconej następnie w przedsiębiorstwo BAZA Spółka z o.o.. Był także kuratorem społecznym. W 2002 ukończył studia na Wydziale Historii Uniwersytetu Mikołaja Kopernika w Toruniu.
W 2004 r. wstąpił do Prawa i Sprawiedliwości. W latach 2011–2020 był radnym Włocławka VI, VII i VIII kadencji z ramienia PiS. 28 listopada objął mandat po zmarłym Bartłomieju Kołodzieju. W wyborach samorządowych w 2010 r. uzyskał 250 głosów, nie uzyskując mandatu radnego. W wyborach samorządowych w 2018 r. uzyskał z kolei 758 głosów, co stanowi 10.49% wszystkich głosów w jego okręgu. W chwili śmierci był członkiem Komisji Gospodarki Miejskiej i Ochrony Środowiska, Komisji Kultury i Sportu oraz Komisji Rewitalizacji. Jako radny wspierał niektóre inicjatywy społeczne. W 2015 r. przedłożył w interpelacji do Prezydenta Miasta Włocławka Marka Wojtkowskiego list otwarty Janusza Nowierskiego, w którym wyraził zaniepokojenie możliwością likwidacji Galerii Sztuki Współczesnej przy ul. Miedzianej we Włocławku. Po śmierci jego mandat objął Piotr Czarnecki.
W 1997 r. założył Stowarzyszenie Osób Represjonowanych w Stanie Wojennym we Włocławku, którego prezesem pozostał do śmierci. Był członkiem Wojewódzkiej Rady Konsultacyjnej ds Działaczy Opozycji Antykomunistycznej oraz Miejskiej Rady Działalności Pożytku Publicznego we Włocławku. Podczas wyborów prezydenckich w 2010 roku 2010 r. był członkiem Włocławskiego Społecznego Komitetu Poparcia Kandydata na Prezydenta Jarosława Kaczyńskiego.

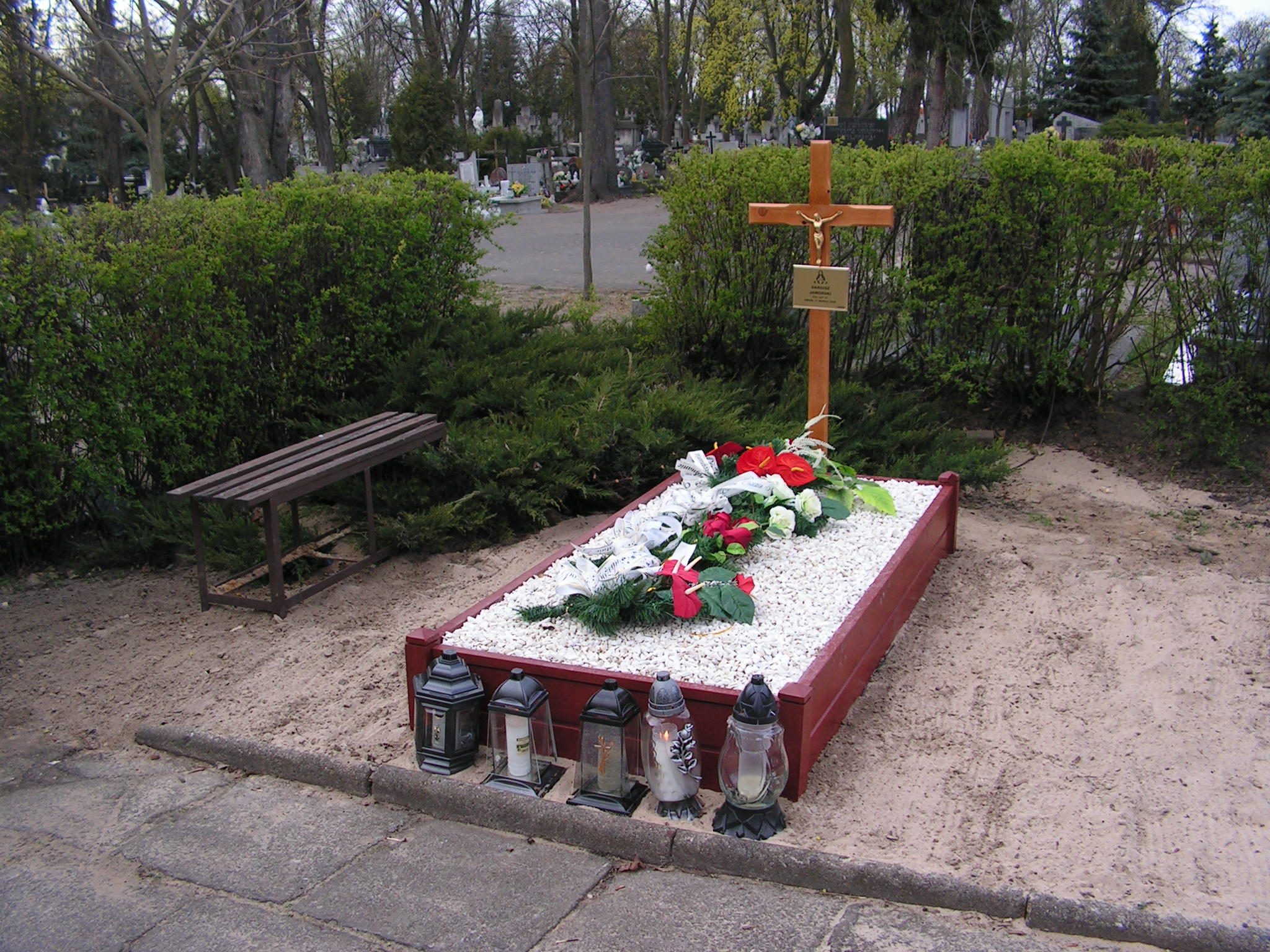
Grób Dariusza Jaworskiego na Cmentarzu Komunalnym we Włocławku, tu miesiąc po pogrzebie

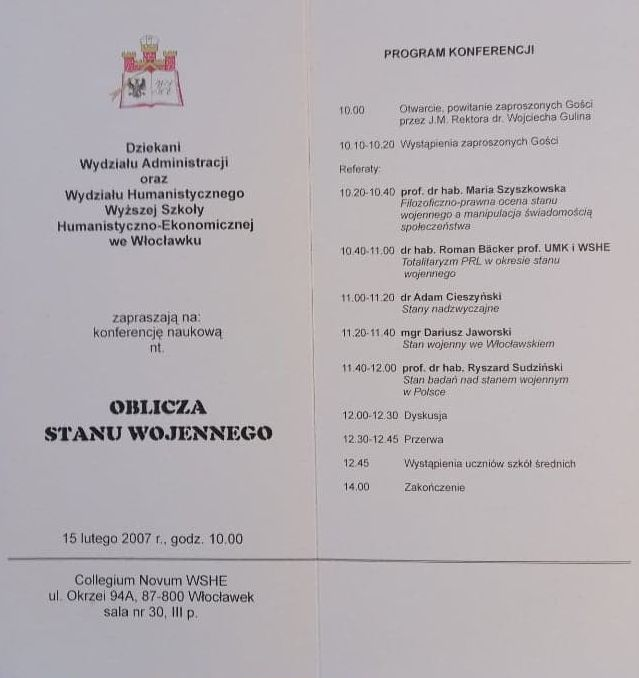
Zaproszenie na konferencję naukową nt. Oblicza stanu wojennego z referatem Dariusza Jaworskiego pt. Stan wojenny we Włocławskiem.

Był orędownikiem likwidowania symboli komunistycznych w przestrzeni miasta Włocławka. Postulował m.in. zmianę napisu na Pomniku Ludziom Pracy. Był współorganizatorem wystaw na tematy związane z opozycją antykomunistyczną w czasach PRL: Wydawnictwa podziemne «Solidarności (1991) w Miejskiej Bibliotece Publicznej; 20 rocznica śmierci ks. Jerzego Popiełuszki w Urzędzie Miasta oraz 25 lat Solidarności (2005) i Twarze włocławskiej bezpieki (2008) w Muzeum Ziemi Kujawskiej i Dobrzyńskiej.
Dariusz Jaworski był zaangażowanym członkiem Kościele Najświętszego Zbawiciela we Włocławku, gdzie świadczył posługę lektorską.
W listopadzie 2019 r. okazało się, że jest śmiertelnie chory. Zmarł 17 marca 2020 r. we Włocławku. Pogrzeb odbył się 21 marca. Msza żałobna odbyła się w Kościele Najświętszego Zbawiciela we Włocławku. Koncelebrował ją proboszcz Zbigniew Szygenda. Z uwagi na panującą pandemię koronawirusa odbyła się w wąskim gronie najbliższej rodziny i przyjaciół. Podczas mszy przemawiali krewni Jaworskiego oraz jego współpracownik Janusz Dębczyński. Pochowano go na Cmentarzu Komunalnym we Włocławku, w kwaterze R4/1/55.

### Edukacja i wychowanie
W zakresie edukacji historycznej i wychowania patriotycznego młodego pokolenia Włocławian Dariusz Jaworski koordynował współpracę pomiędzy Urzędem Miasta Włocławek i włocławskim oddziałem Komitetu Ochrony Pamięci Walk i Męczeństwa. Uczestniczył w konferencjach naukowych dotyczących stanu wojennego i działalności opozycji demokratycznej. Brał udział w licznych spotkaniach organizowanych w szkołach, współorganizował konkursy historyczne dla młodzieży.
W dniu 15 lutego 2007 r. w trakcie odbywającej się we Włocławku konferencji pt. „Oblicza stanu wojennego”, zorganizowanej przez tamtejszą Wyższą Szkołę Humanistyczno-Ekonomiczną, wygłosił referat pod tytułem „Stan wojenny we Włocławskiem”.
Dariusz Jaworski w znacznej mierze przyczynił się do renowacji Kamienia Pamięci poświęconego ofiarom katastrofy lotniczej śmigłowca, która miała miejsce w 1996 roku we włocławskim lesie, nieopodal Alei Królowej Jadwigi.

## Uhonorowanie
Za swoją działalność polityczną i społeczną został odznaczony kolejno: odznaką „Zasłużony Działacz Kultury” (2001), Brązowym Krzyżem Zasługi (2001), Krzyżem Semper Fidelis (2002), Krzyżem Oficerskim Orderu Odrodzenia Polski (2009), Medalem „Pro Memoria” (2009), odznaką Zasłużony dla Województwa Kujawsko-Pomorskiego (2009), Krzyżem Wolności i Solidarności (2015) i Medalem Stulecia Odzyskanej Niepodległości (2020). Tego ostatniego nie odebrał z uwagi na zły stan zdrowia.